# Vol. II (álbum de Cartel de Santa)
Vol. II é segundo álbum de estúdio do grupo mexicano, Cartel de Santa. O álbum foi lançado em 2004.

## Lista de músicas
| N.º | Título                                 | Participação especial | Duração |  |
| 1.  | "Blah, Blah, Blah"                     |                       | 2:58    |  |
| 2.  | "El Dolor Del Micro"                   | Julieta Venegas       | 4:35    |  |
| 3.  | "Conexión Puerto Rico"                 | Tego Calderón         | 3:40    |  |
| 4.  | "El Arte Del Engaño"                   |                       | 4:22    |  |
| 5.  | "Mi Segundo Nombre Es Fiesta"          | JL Amazu              | 3:47    |  |
| 6.  | "Cronica Babilonia"                    | Mr. Pomel             | 4:52    |  |
| 7.  | "Mi Chiquita"                          |                       | 4:48    |  |
| 8.  | "Solo Son Niños"                       |                       | 3:32    |  |
| 9.  | "La Plaga Del Rap"                     | Arianna Puello        | 4:10    |  |
| 10. | "¿Que Más Les Puedo Decir?"            |                       | 4:36    |  |
| 11. | "Escucha"                              |                       | 2:25    |  |
| 12. | "Himno A La Jauria"                    |                       | 3:38    |  |
| 13. | "De Sur A Norte"                       | Javu, Piochaz, Micho  | 3:57    |  |
| 14. | "La Llamada"                           |                       | 3:31    |  |
| 15. | "Santa Muerte"                         |                       | 3:22    |  |
| 16. | "Intenta Rimar Vol. II (instrumental)" |                       | 3:13    |  |